# 1420-1429
De jaren 1420-1429 (van de christelijke jaartelling) zijn een decennium in de 15e eeuw.

## Belangrijke gebeurtenissen

### Honderdjarige Oorlog
- 1420: Verdrag van Troyes. Er wordt beslist dat na de dood van koning Karel VI van Frankrijk de waanzinnige, de Engelse koning ook koning van Frankrijk wordt.
- 1420: Huwelijk van koning Hendrik V van Engeland met Catharina van Valois, dochter van Karel VI.
- 1422: Hendrik V en Karel VI sterven, de tien maanden oude Hendrik VI wordt koning van Engeland en Frankrijk.
- 1424: Slag bij Verneuil. De Engelsen, gesteund door het Hertogdom Bourgondië, halen een overwinning op de Fransen, gesteund door de Schotten.
- 1428-1429: Beleg van Orléans. De Fransen halen de overwinning, dankzij de inbreng van Jeanne d'Arc.
- 1429: Beleg van Parijs. Karel VII van Frankrijk slaagt er niet in de hoofdstad te heroveren.

### Heilig Roomse Rijk
- 1420: Koning Sigismund is verwikkeld in de Hussietenoorlogen in het Koninkrijk Bohemen. Na de veroordeling van de Tsjechische godsdiensthervormer Jan Hus tot de brandstapel weigeren de hussitische Bohemers, Sigismund als koning te erkennen. Een guerrillaoorlog breekt uit.
- Hertog Albrecht neemt deel aan de kruistochten tegen de hussieten. Dat betekent dat Oostenrijk een doelwit wordt voor invallen vanuit Bohemen.
- Omdat de Oostenrijkse joden ervan verdacht worden de hussieten te steunen komt het in 1420 en 1421 tot een grootschalige jodenvervolging, die door Albrecht wordt ondersteund. In het hele hertogdom worden joden gevangengenomen en verbannen, waarbij hun vermogen wordt geconfisqueerd. In Wenen worden enkele honderden joden in het bijzijn van de hertog levend verbrand.

### Lage Landen

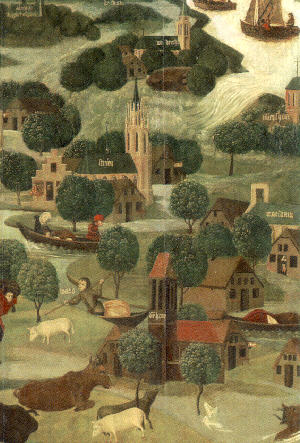
Sint-Elisabethsvloed (1421)

- 1421 - Sint-Elisabethsvloed in Zeeland en Holland.
- 1422 - De Vrede van Groningen maakt een einde aan de Grote Friese Oorlog en betekent een tijdelijke onderbreking in de twisten tussen Schieringers en Vetkopers.
- 1423: Jacoba van Beieren huwt met Humphrey van Gloucester, regent van Engeland voor zijn neefje Hendrik VI na het overlijden van zijn broer koning Hendrik V van Engeland.
- 1424-1425: Inname van Henegouwen. Filips de Goede steunt Jan IV van Brabant en neemt de ontrouwe echtgenote Jacoba gevangen.
- 1425: Prins-bisschop Jan van Beieren sterft, de Hoekse en Kabeljauwse twisten hernemen.
- 1426: Slag bij Brouwershaven. Alhoewel Jacoba steunt krijgt van de Engelsen verliest ze de slag.
- 1427: Jan IV van Brabant sterft, zijn broer Filips van Saint-Pol volgt hem op.
- 1428: Zoen van Delft. Jacoba erkent Filips de Goede als erfgenaam en haar huwelijk met Humphrey van Gloucester wordt ontbonden.
- 1429: Jan III van Namen sterft, het Graafschap Namen wordt een deel van het Hertogdom Bourgondië.

### Italië
- 1420: Paus Martinus V, leenheer van het Koninkrijk Napels vraagt steun aan koningin Johanna II van Napels, wat zij weigert
- 1421: Paus Martinus schuift Lodewijk III van Anjou naar voor als nieuwe koning.
- 1422: Johanna zoekt steun bij Alfons V van Aragón, koning van Sicilië, en belooft hem de nalatenschap.
- 1423: Alfons valt Napels binnen en steunt tegenpaus Clemens VIII.
- 1423: Giorgio Ordelaffi, heer van Forlì, sterft, dit is het begin van de Lombardische Oorlogen, een strijd tussen het Hertogdom Milaan en de Republiek Venetië.
- 1424: Alfons heeft blijkbaar te veel succes en Johanna kiest nu partij voor Lodewijk III van Anjou. De inbreng van condottieri Francesco Sforza doet Alfons vluchten naar Sicilië.
- 1429: Rome en Aragón leggen hun conflict bij. Hiermee vervalt de politieke steun voor Clemens VIII.

### Ottomaanse Rijk
- 1421: Sultan Mehmet I sterft, hij wordt opgevolgd door zijn zoon Murat II.
- 1422: Beleg van Constantinopel. Murat II eist de uitlevering van zijn overgelopen oom Mustafa Çelebi.
- 1425: Keizer Manuel II van Byzantium sterft, hij wordt opgevolgd door zijn zoon Johannes VIII Palaiologos.

### Ontdekkingsreizen
- 1421: Zheng He vertrekt opnieuw op wereldreis.
- 1427: De Portugezen ontdekken de Azoren.

## Kunst en cultuur
- Door zijn pogingen om zijn gegevens goed op papier te krijgen ontwikkelt Filippo Brunelleschi het lijnperspectief. Het werken met verdwijnpunten waar alle zichtassen samenkomen, wordt door hem het eerst toegepast.

- 1425 - Oprichting van de Katholieke Universiteit Leuven als Studium Generale door paus Martinus V.

<< · 1420 · 1421 · 1422 · 1423 · 1424 · 1425 · 1426 · 1427 · 1428 · 1429 · >>
<< · 1400-1409 · 1410-1419 · 1420-1429 · 1430-1439 · 1440-1449 · 1450-1459 · 1460-1469 · 1470-1479 · 1480-1489 · 1490-1499 · >>